# Veïnat d'en Coma
El Veïnat d'en Coma és un veïnat de la comuna de Prats de Molló i la Presta, de la comarca nord-catalana del Vallespir.
Es troba a l'extrem de llevant del terme comunal, en el vessant nord-est de la vall de la Figuera, a prop del termenal amb el Tec. Hi mena des del fons de la vall del Tec la carretera D74, que puja fins als 1.000 metres d'altitud, on es troba el veïnat.
El formen les cases i masies del Riu, el Planàs, Can Pacreu, Can Verger, el Mas Joanic i Cal Teixó, masos dispersos, i Ca la Sileta, abans Can Guisset, Cal Guillat, abans Mas Alou de Sous, Can Agafallenres, abans la Pallera de Can Bosc, Can Collada, abans Can Bosc, Can Coma, Can Peret, Can Tapis, abans Can Guisset, la Pallera de Can Coma i la Pallera de Can Guisset.